# Allada
Allada est une ville et une commune du sud du Bénin, dans le département de l'Atlantique.

## Histoire

### Capitale du royaume d'Allada

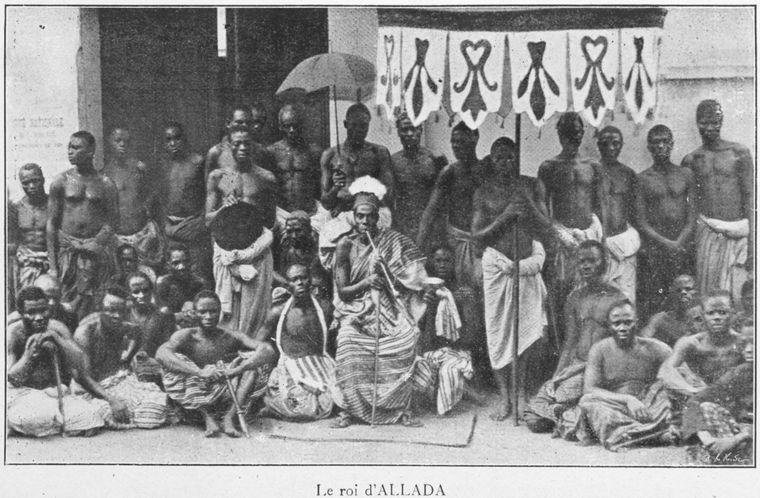
Le roi d'Allada (1900).

Historiquement, Allada était la capitale d'un royaume Adja appelé Adanwssa (le lieu de la colère, le siège de la colère, en langue fon). Allada étant le terme utilisé par les locaux encore aujourd'hui pour dire « passer dans l'au-delà ». Les termes Allada, Ardra, Arda, Grand Ardra, ou encore, en français, Ardres sont utilisés par les colons pour designer ce royaume.
En tant que capitale du royaume d'Allada, les sources européennes lui fournissent parfois un nom complètement différent, cependant l'usage par les habitants correspond bien au nom Allada. Les Espagnols, en 1660, nomment la ville Zima ; les Français, en 1670, la nomment Assem ; les Anglais, en 1682, la nomment Assimah. Il est cependant important de noter que l'actuelle ville d'Allada ne correspond pas exactement à l'emplacement géographique de l'ancienne capitale du royaume, détruite après 1724. Le site de l'ancienne capitale se situe à trois kilomètres au sud-est, à Togoudo.
Au XVIIe siècle, la ville s'étend sur un rayon de 19 à 25km, cependant elle se concentre sur une zone plus restreinte dans laquelle résident 30.000 habitants. Les sources se contredisent sur l'existence de fortifications. Un missionnaire français mentionne l'existence de murs percés de quatre entrées principales et menant au palais royal. Des fouilles archéologiques menées à Togoudo en 1980 attestent de la présence de digues en terre autour de la ville, mais ne permettent pas de clarifier la question. Les sources confirment cependant l'importance du palais royal, dominant la ville. Les rois qui se succèdent auraient amélioré et construit des extensions au palais. 
D'après des historiens, le royaume d'Allada ou d'Ardra fut le plus important et puissant royaume de sa région pendant le XVIe siècle et le XVIIe siècle, jusqu'au XVIIIe siècle, quand il a été conquis par le voisin royaume du Dahomey. Il est quand même à noter que les danxomenou (peuple du royaume de Danxome) viennent à l'origine aussi d'Adanwssa (Allada).

### Période moderne
Au XIXe siècle, au lendemain de la conquête du Royaume du Danxome (Dahomey) par les troupes françaises commandées par le général Alfred Dodds (1894), le roi en titre d’Allada, 12e de la lignée, a été appelé à sortir du maquis pour négocier avec les autorités coloniales françaises. Il s’attribue un nouveau nom fort en relation avec les circonstances : « Vi dé gla ɔ, é nɔ kpɔn gbɛ nu Mawu » : l’enfant courageux veille sur les choses de ce monde pour le compte de Dieu. En abrégé, on a le Roi Vigla. Les Français ont rendu le mot par Djigla. Après le roi Djigla (Vigla), deux autres rois ont siégé sur le trône d’Allada (le 13e et le 14e roi). Le 15e roi est un fils de Djigla qui a pris deux noms forts (1) alada xɔsu to yi : roi d’Allada voulu et accepté par le peuple. (2) Bɛɖegla : Bɛ ɖe gla ɔ, e nɔ sɔ nu ɖo zomɛ : Le bec qui est courageux peut retirer un objet du feu.

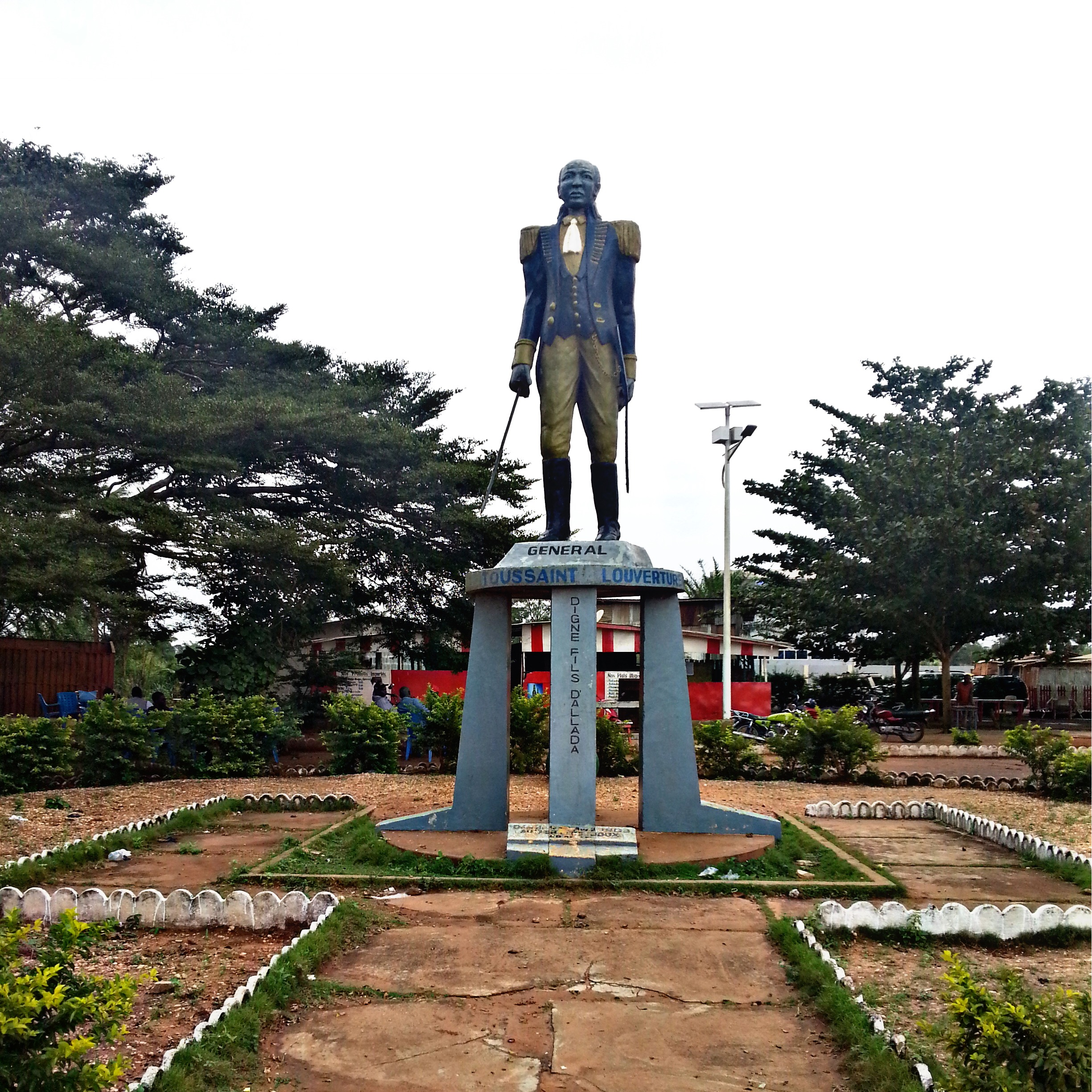
Statue de Toussaint Louverture.

L’actuel roi d’Allada a été intronisé le 2 décembre 1992, dix ans (1983-1992) après le départ chez les ancêtres de son feu père, le roi Toyi Bɛɖegla. Il a pris le nom fort de Kpɔɖegbe : le léopard a rugi (kpɔ ɖegbe, lan e ɖo zunmɛ ɔ bi ni xwɛ : Le léopard a rugi. Que tous les animaux de la forêt se taisent ! Autrement dit : finies les querelles de succession ! il y a désormais un maître à bord !).
Pour l'histoire, Toussaint Louverture, héros de l’indépendance d'Haïti est le fils d'un prince d'Allada appelé Gahou Deguénon qui était un spécialiste en médecine traditionnelle africaine (amabloto : docteur herbe). La ville d'Allada lui a consacré un monument situé à la sortie nord de la ville, sur la place Toussaint-Louverture. Pour les Haïtiens, Allada est une Ville Sainte. Dans le vodou haïtien jusqu'à date on chante couramment un chant en mémoire de l'unité que Toussaint Louverture a institué :

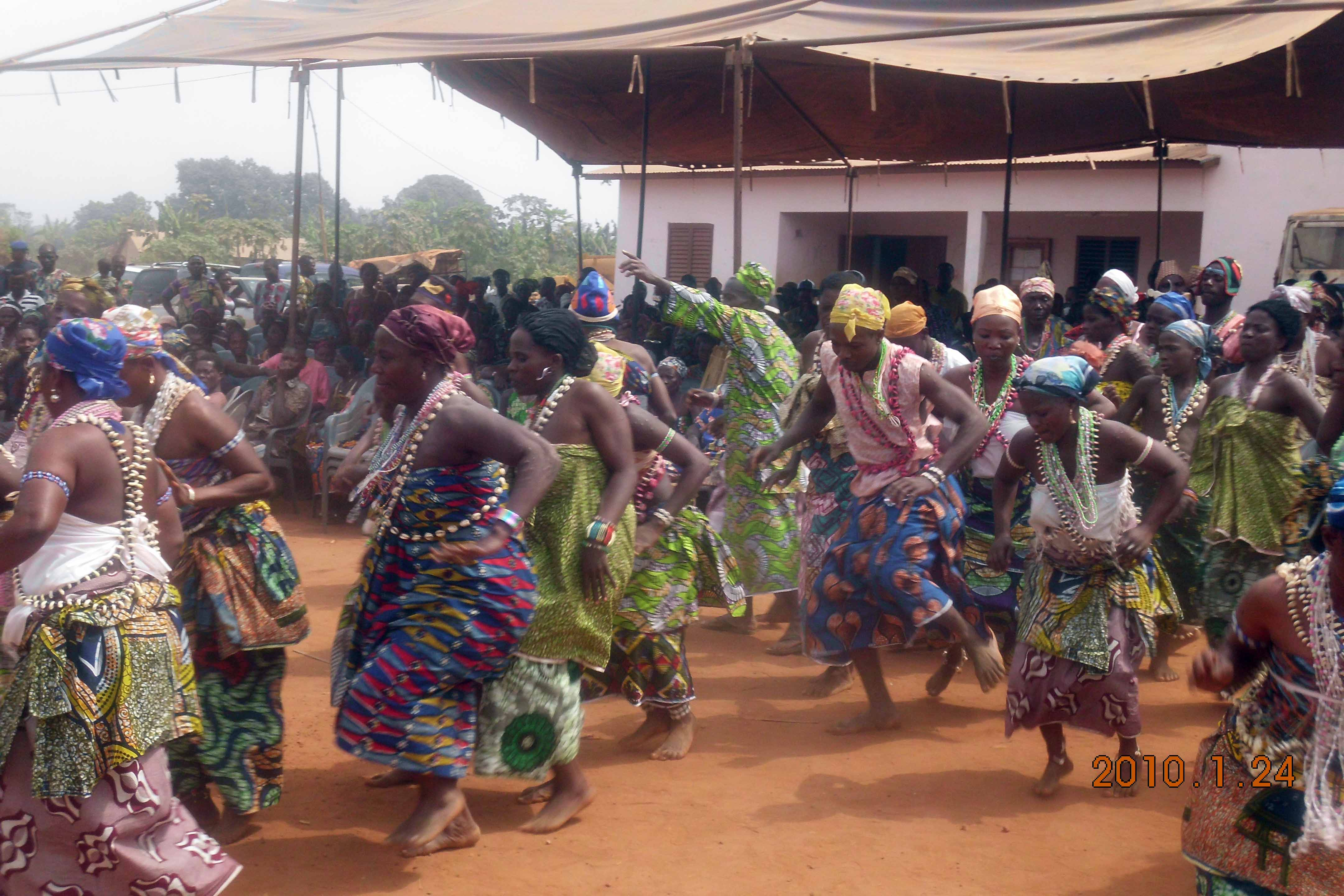
Danse d'adeptes du vodoun.

Frère nous sommes tous des frères 

Allada le dit

Frère nous sommes tous des frères

Allada le dit

Allada, sauve-nous de l'ennemi

Nous sommes tous frères

Allada notre lumière.

## Infrastructures
- Hôpital de zone d’Allada

## Population

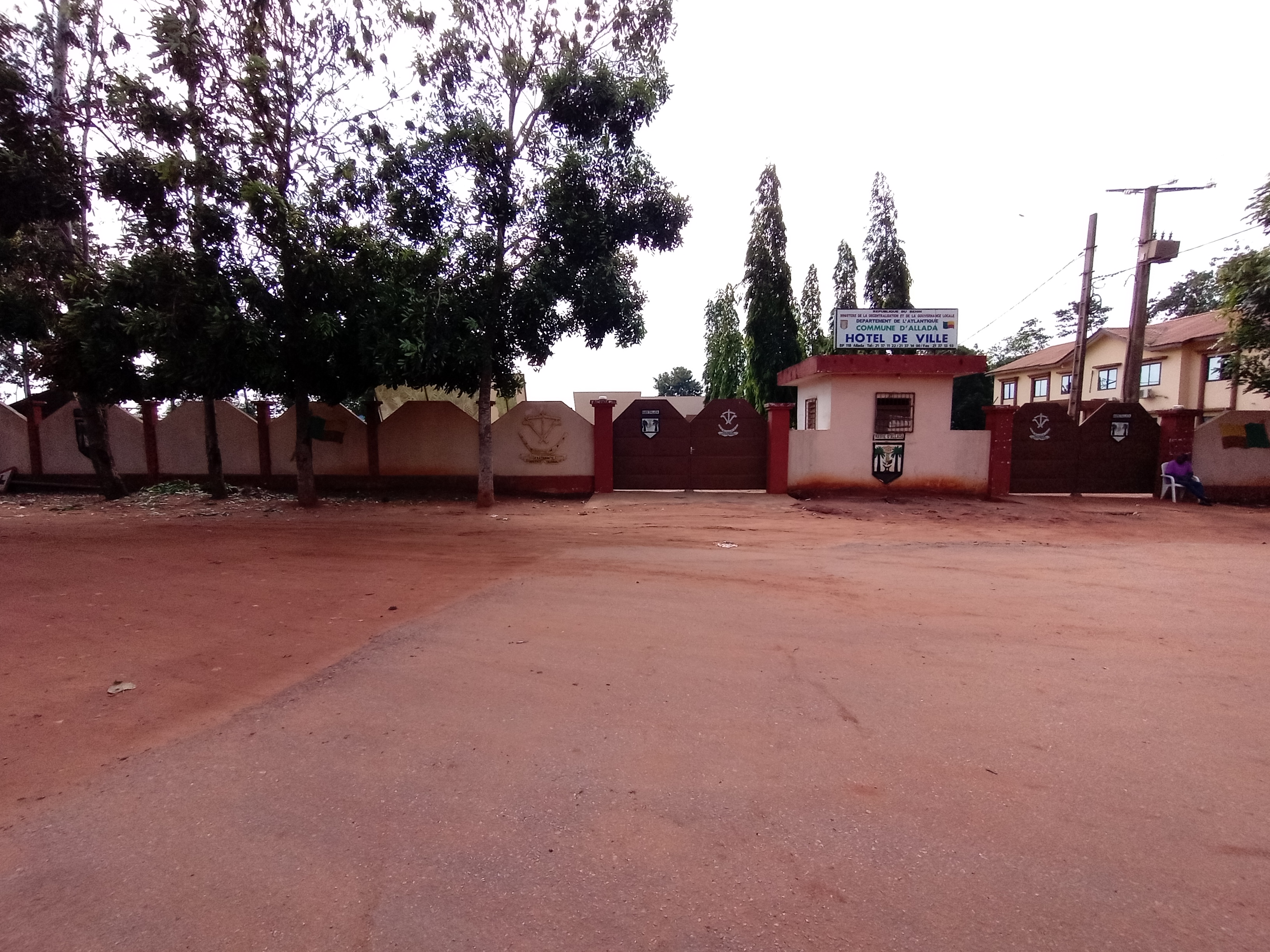
Hôtel de ville.

Lors du recensement de 2013 (RGPH-4), la commune comptait 127 512 habitants.

## Personnalités nées à Allada
- Lionel Agbo (né en 1950), avocat et homme politique béninois ;
- Martin Chobli (né en 1948, plus précisément à Niaouli, 10 km au nord d'Allada) médecin anesthésiste-réanimateur et universitaire béninois ;
- Lionel Chobli (né en 1984), consultant international et homme politique béninois, ancien Chef d’arrondissement de Attogon et membre du conseil municipal d’Allada.

## Galerie

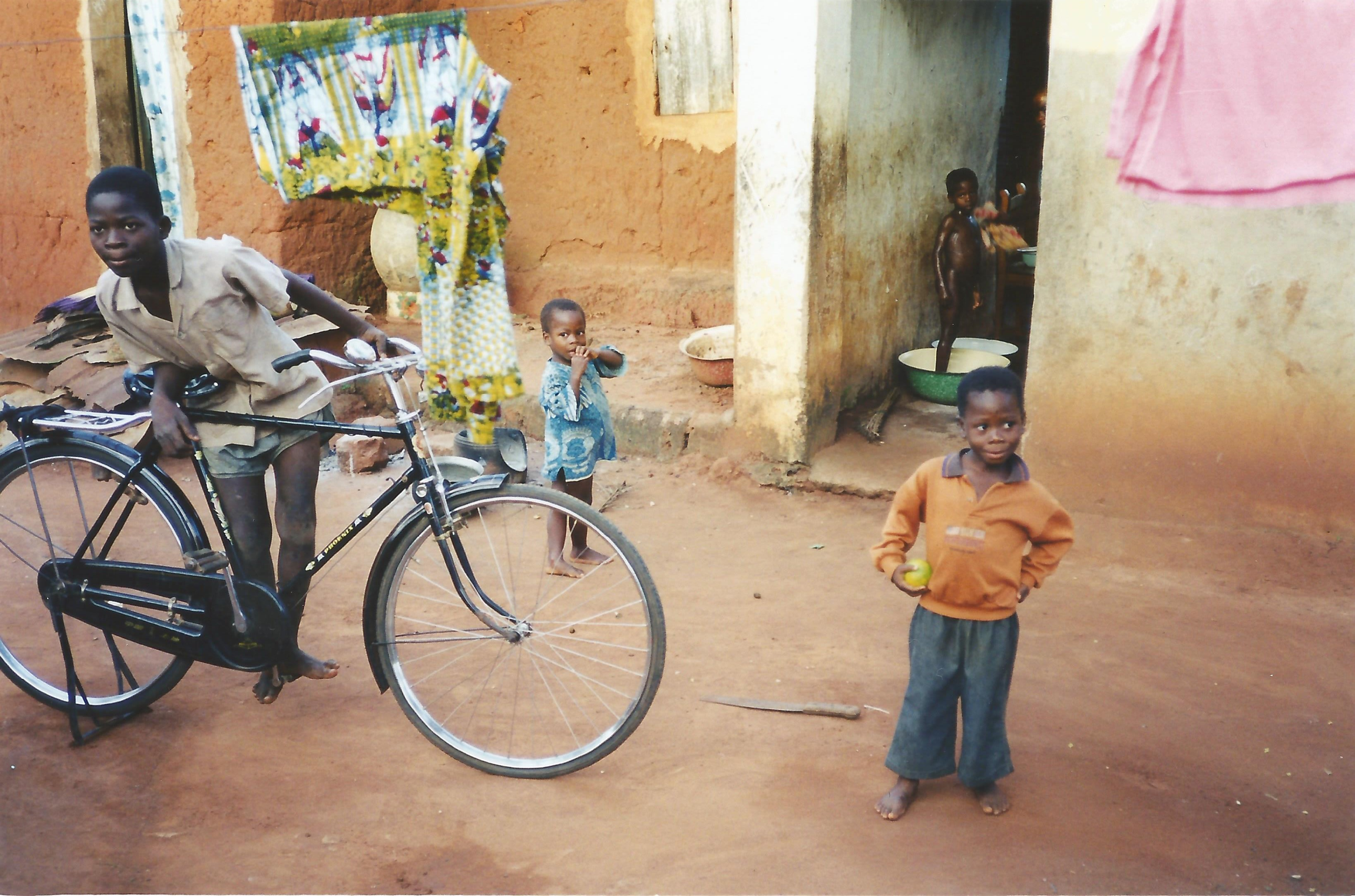
Rue en 1999.
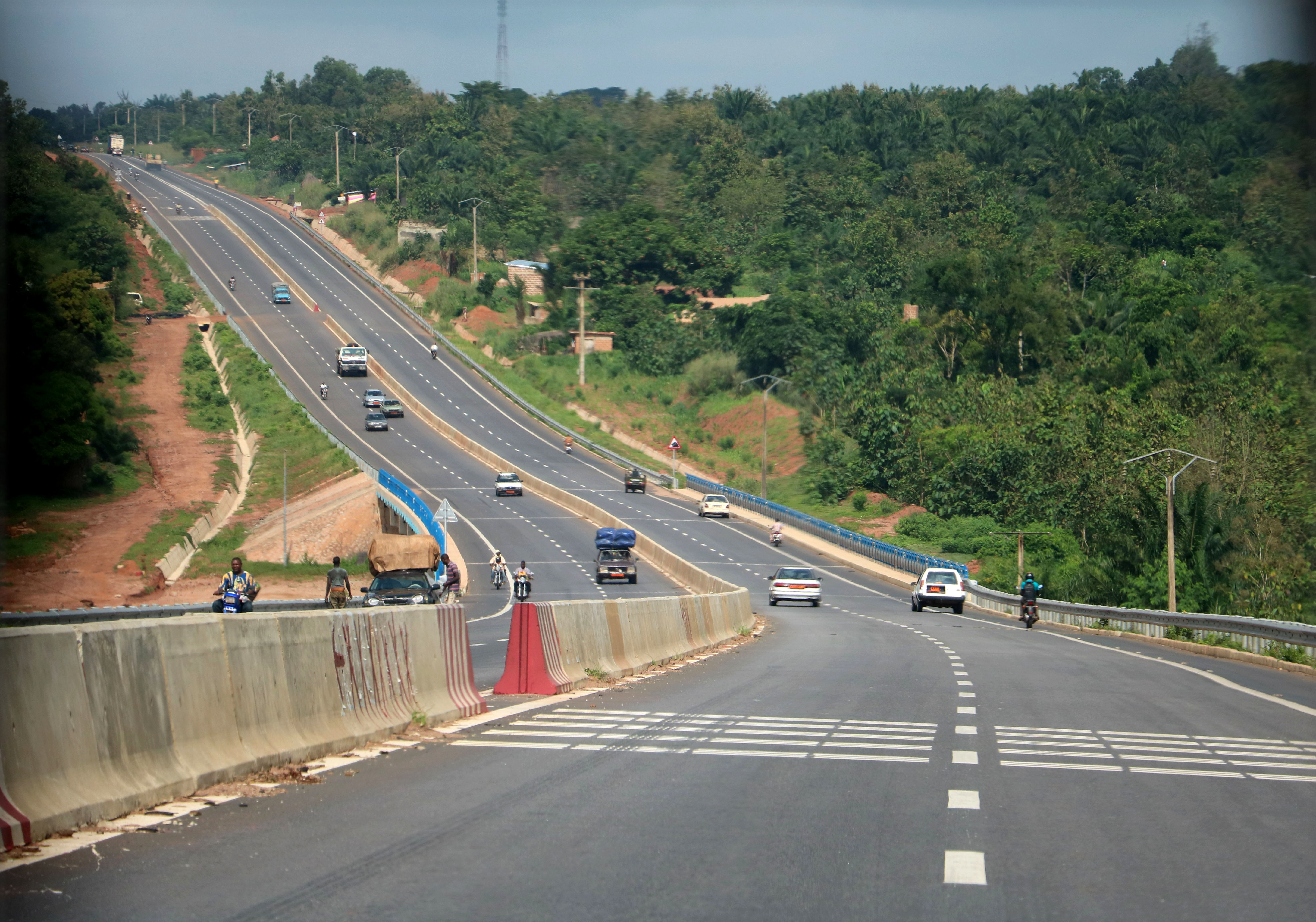
Voie inter-État Bénin-Niger.
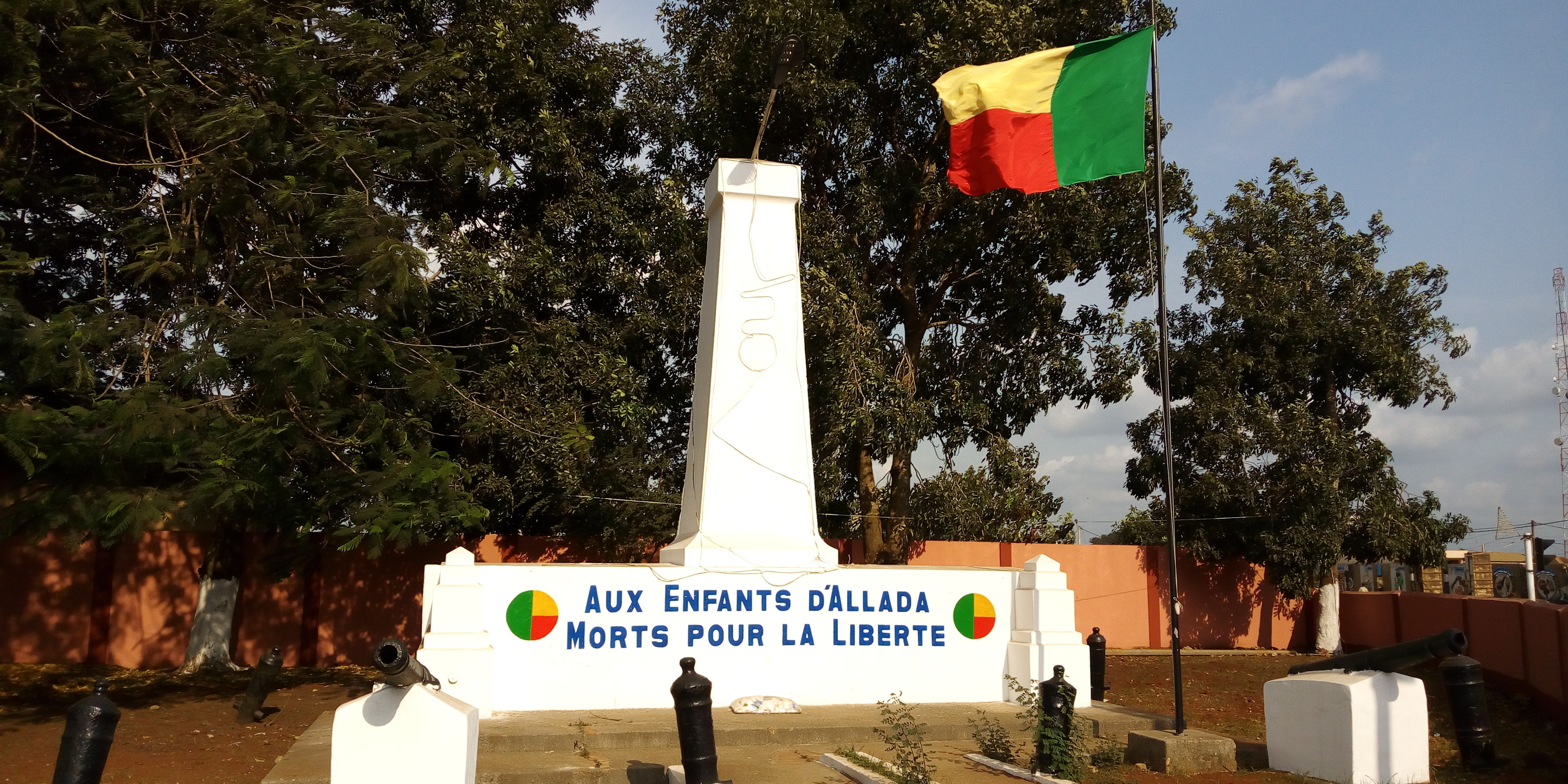
Monument aux morts.
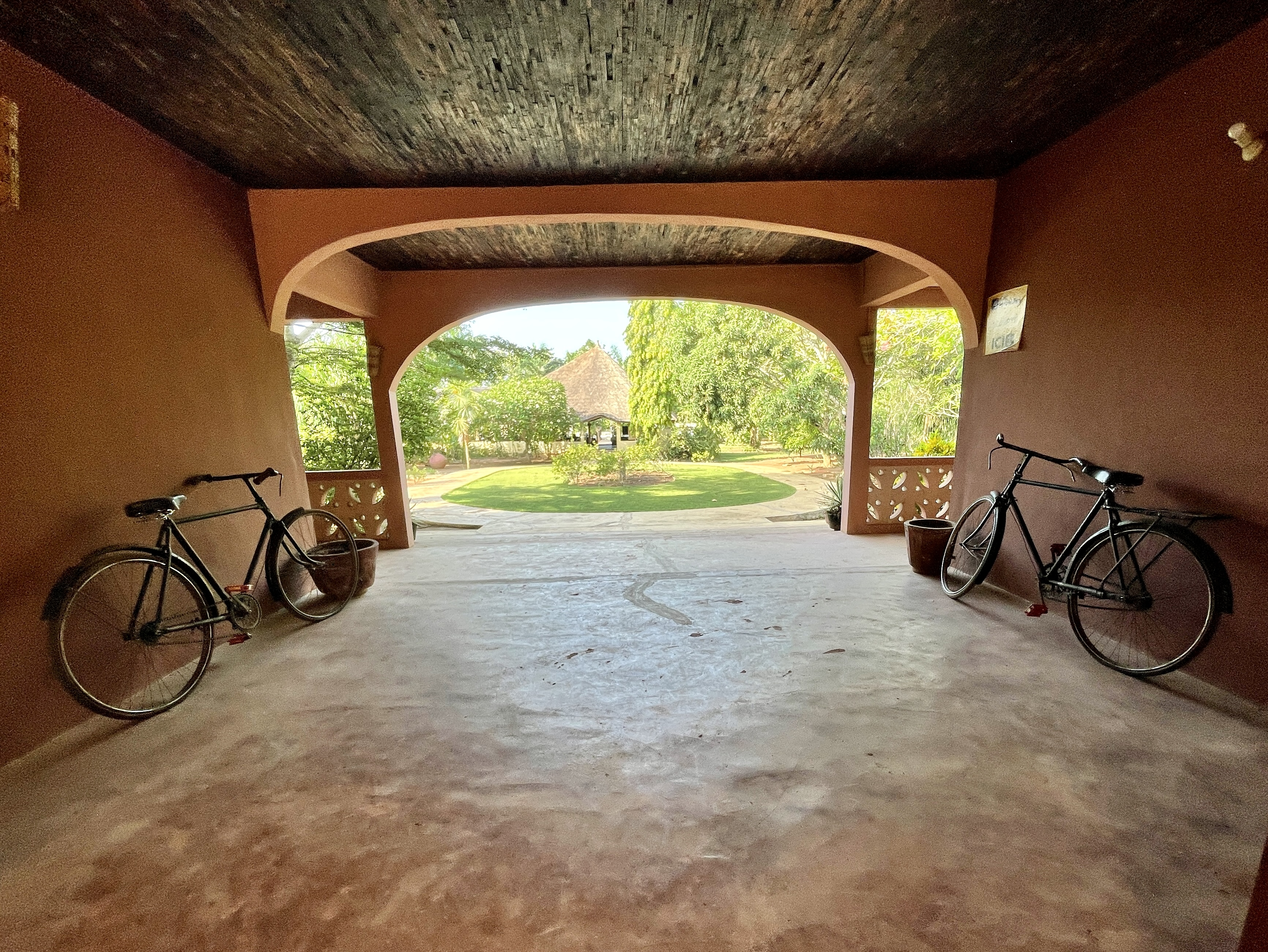
Infrastructure touristique.

Sanctuaire marial.
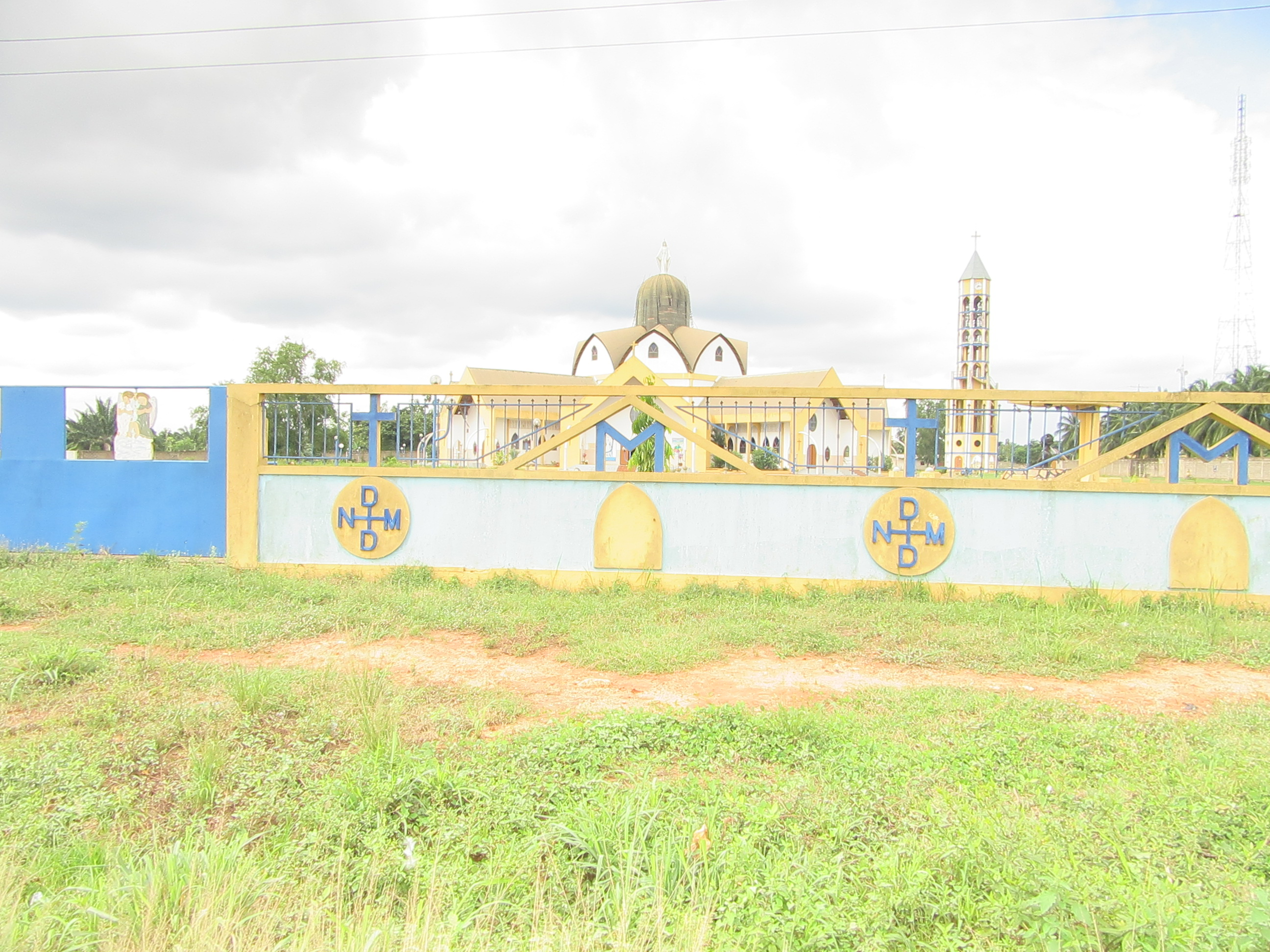
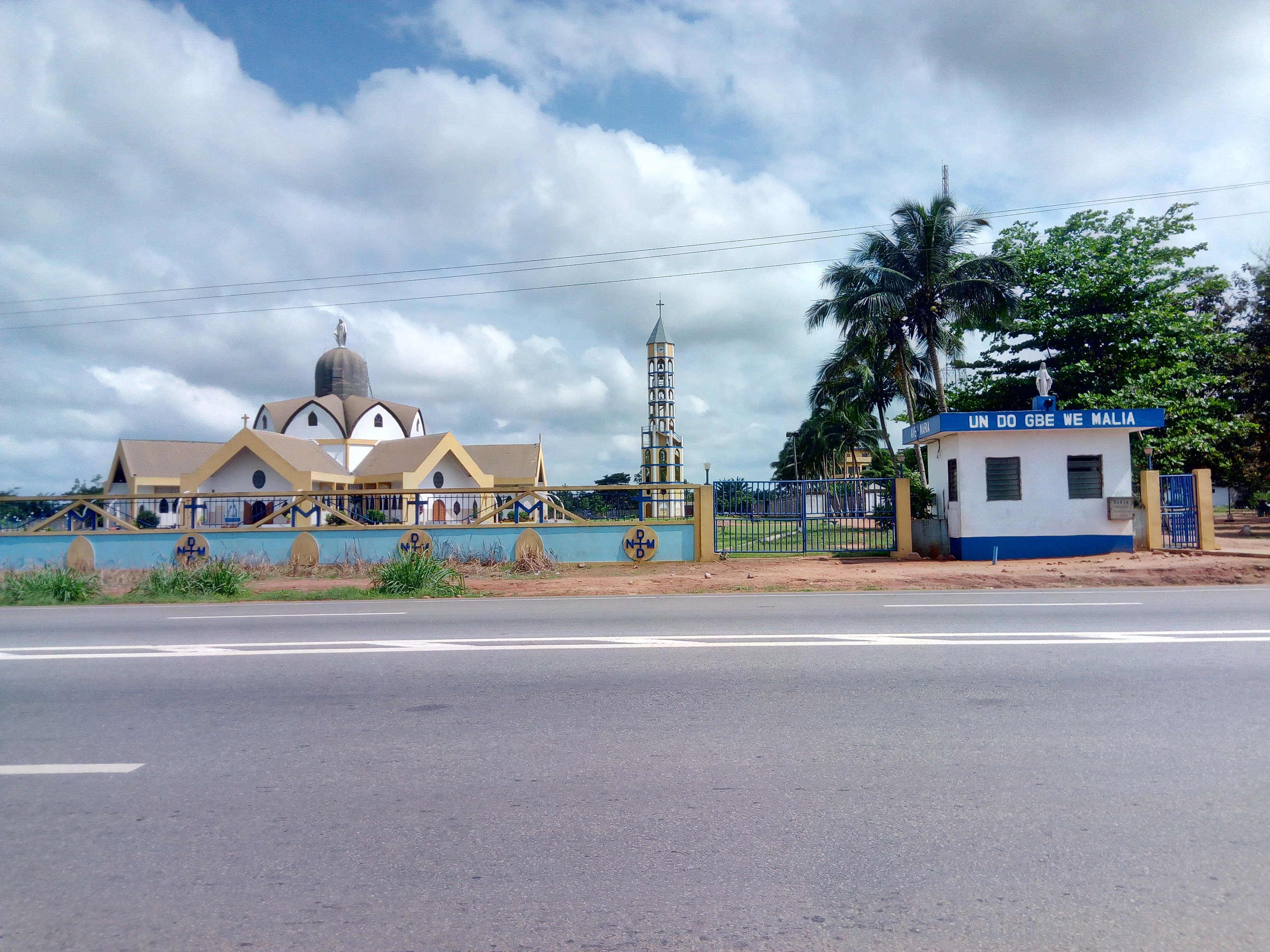

Palais royal.
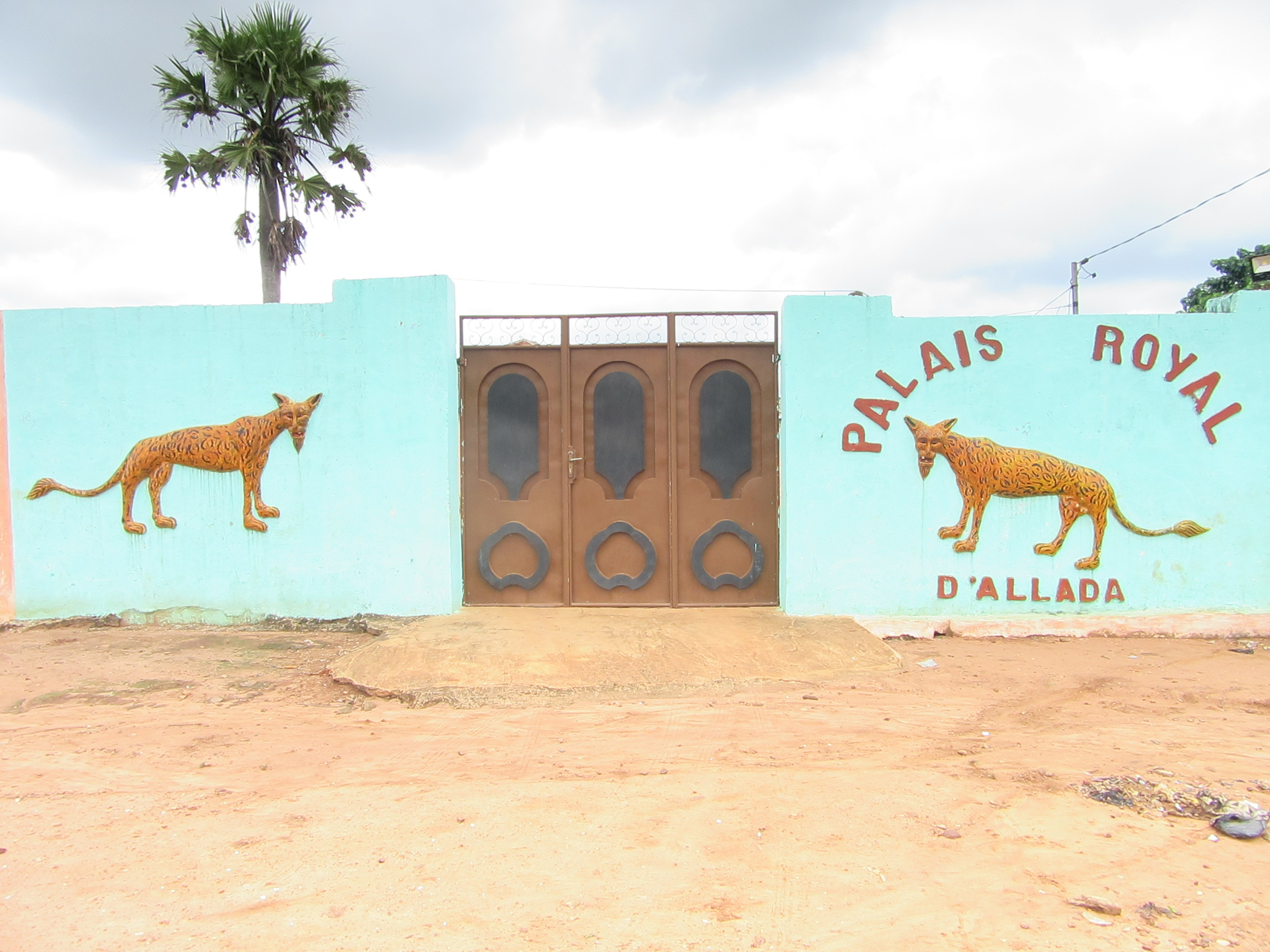
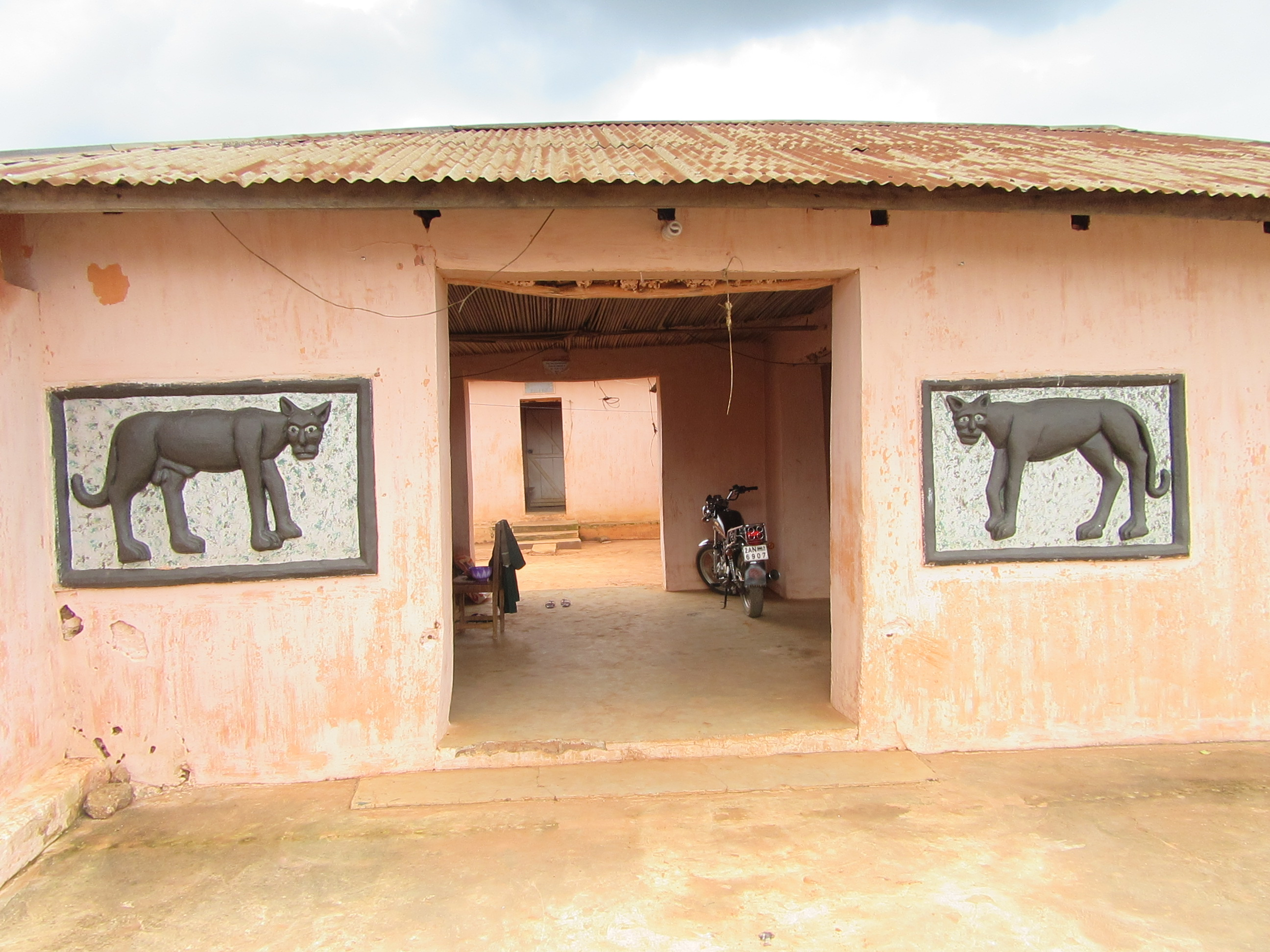
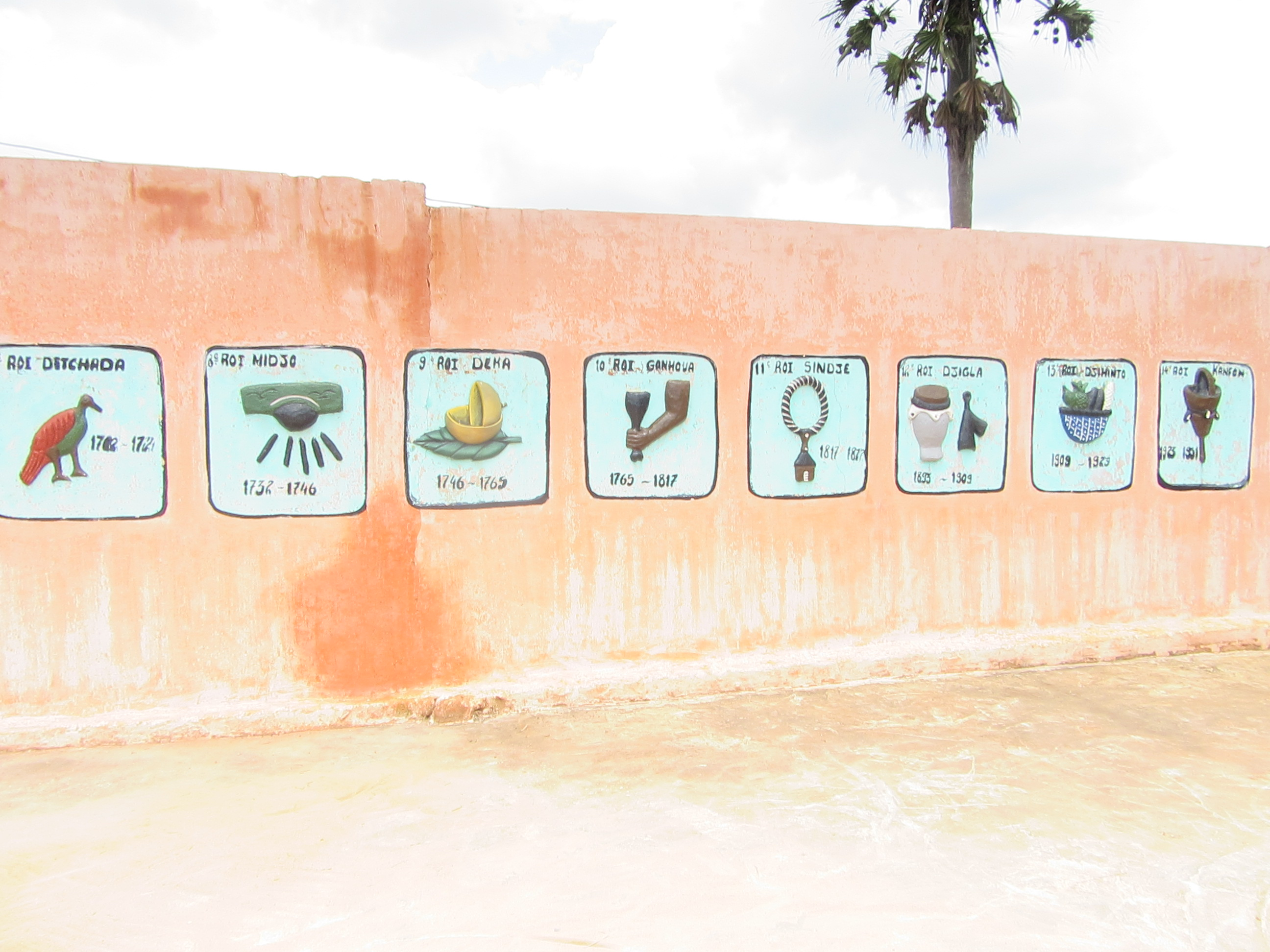

### Filmographie
- Jean Rouch et Gilbert Rouget ont tourné un documentaire, Une sortie de novices de Sakpata, dans la région d'Allada les 5, 8 et 9 février 1959 (CNRS, 1963, 17 min, vidéo en ligne )
- Dans le film documentaire d'Elio Suhamy La Côte des Esclaves (1993) apparaît le roi d'Allada Kpodegbé Toyi Djigla.